# ۵۰۱ (پیش از میلاد)
۵۰۱ (پیش از میلاد) ۵۰۱مین سال قبل از تقویم میلادی است.